# Моника Валериева
Моника Валериева Кръстева е български модел и участничка в риалити формати.

## Биография
Моника Валериева Кръстева е родена на 20 март 1990 г. в град Дупница. Баща ѝ е бивш директор на Криминална полиция в Дупница. След завършване на средно образование тя работи в Милано като модел.
Участва в конкурса „Мис България Плеймейт“ през 2011 г. на списание „Плейбой“ и се класира на трето място. Също така има три корици за списание „Плейбой“ и една за „Maxim“. През 2015 г. влиза в риалити формата „VIP Brother – издание 7“. Има също участия в „Черешката на тортата“, „Мама готви по-добре“, „Папараци“, „На кафе“ и други телевизионни предавания. Присъства в над 10 музикални видеоклипа, през 2015 г. излиза дует с певеца Джордан, след това през 2016 г. пуска първата си самостоятелна песен „Грация“, но после се отказва от музикална кариера.

## Участия във видеоклипове
- Андреа – „Искам, искам“ (2012)
- Андреа – „Няма да съм аз“ (2013)[1]
- Борис Дали – „В центъра на купона“ (2013)
- Яница – „Всичко чуждо пожелаваш“ (2014)
- Джордан – „Всичко с теб“ (2015) – с участието на Моника Валериева
- Джордан – „На колене“ (2016)
- Моника Валериева – „Грация“ (2016)[1]
- Андреа – „Soledad“ (2020)
- Меди – „Джентълмен“ (2023)